# U.S. Chemical Safety and Hazard Investigation Board
Das U.S. Chemical Safety and Hazard Investigation Board (CSB) ist eine unabhängige Behörde der US-amerikanischen Regierung mit Sitz in Washington, D.C. Sie befasst sich mit der Untersuchung von Industrieunfällen. Die Vorstandsmitglieder werden durch den Präsidenten der Vereinigten Staaten benannt und vom Senat bestätigt.

## Geschichte

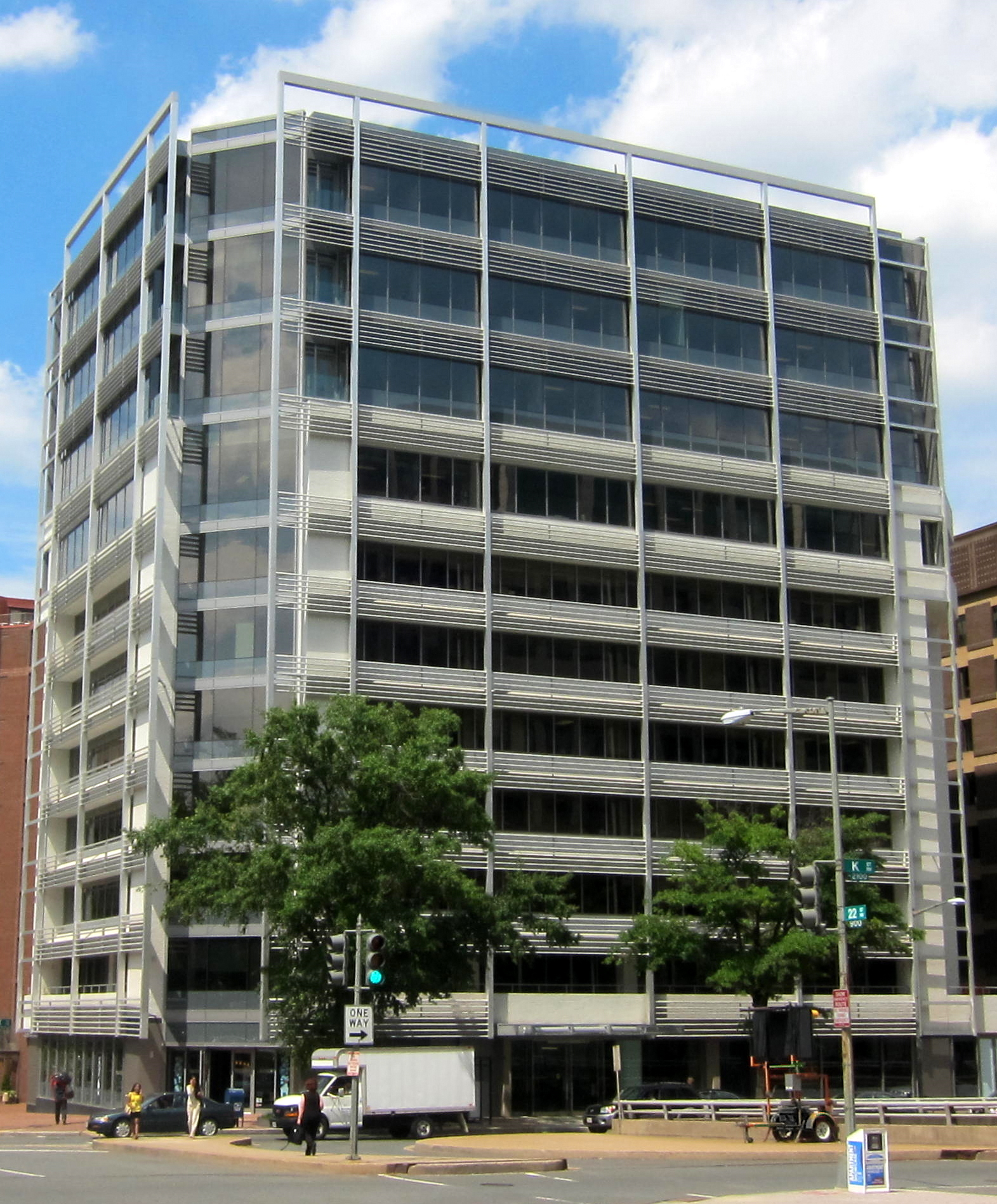
CSB-Hauptquartier in Washington, D.C.

Das U.S. Chemical Safety Board wurde durch den Clean Air Act von 1990 bevollmächtigt und nahm im Januar 1998 die Arbeit auf.

“The principal role of the new chemical safety board is to investigate accidents to determine the conditions and circumstances which led up to the event and to identify the cause or causes so that similar events might be prevented.”

„Die Hauptaufgabe des neuen Chemical Safety Board ist es, Unfälle zu untersuchen, um die Bedingungen und Umstände, die zum Ereignis führten zu ermitteln und die Ursache oder Umstände zu identifizieren, so dass ähnliche Ereignisse verhindert werden können.“

Der Kongress gab dem CSB einen einzigartigen gesetzlichen Auftrag: keine andere Behörde oder Exekutivbeamte dürfen die Tätigkeit des CSB beeinflussen. Nach dem erfolgreichen Modell des National Transportation Safety Board und des United States Department of Transportation entschied der Kongress, dass das CSB seine Untersuchungstätigkeit völlig unabhängig von Regelsetzungs- und Vollzugsbehörden wie der Environmental Protection Agency (EPA) und der Occupational Safety and Health Administration (OSHA) durchführt. Der Kongress erkannte, dass das Board auch Lücken in den Regelungen und der Tätigkeit der EPA und der OSHA benennen könne, wenn es diesen Behörden nicht unterstellt oder in deren Administration eingebunden sei. Bekannte Untersuchungen der Behörde sind die Ursachenermittlungen der Raffinerieexplosion in Texas City, des Unfalles auf der Bohrplattform Deepwater Horizon und der Explosion in der West Fertilizer Company.

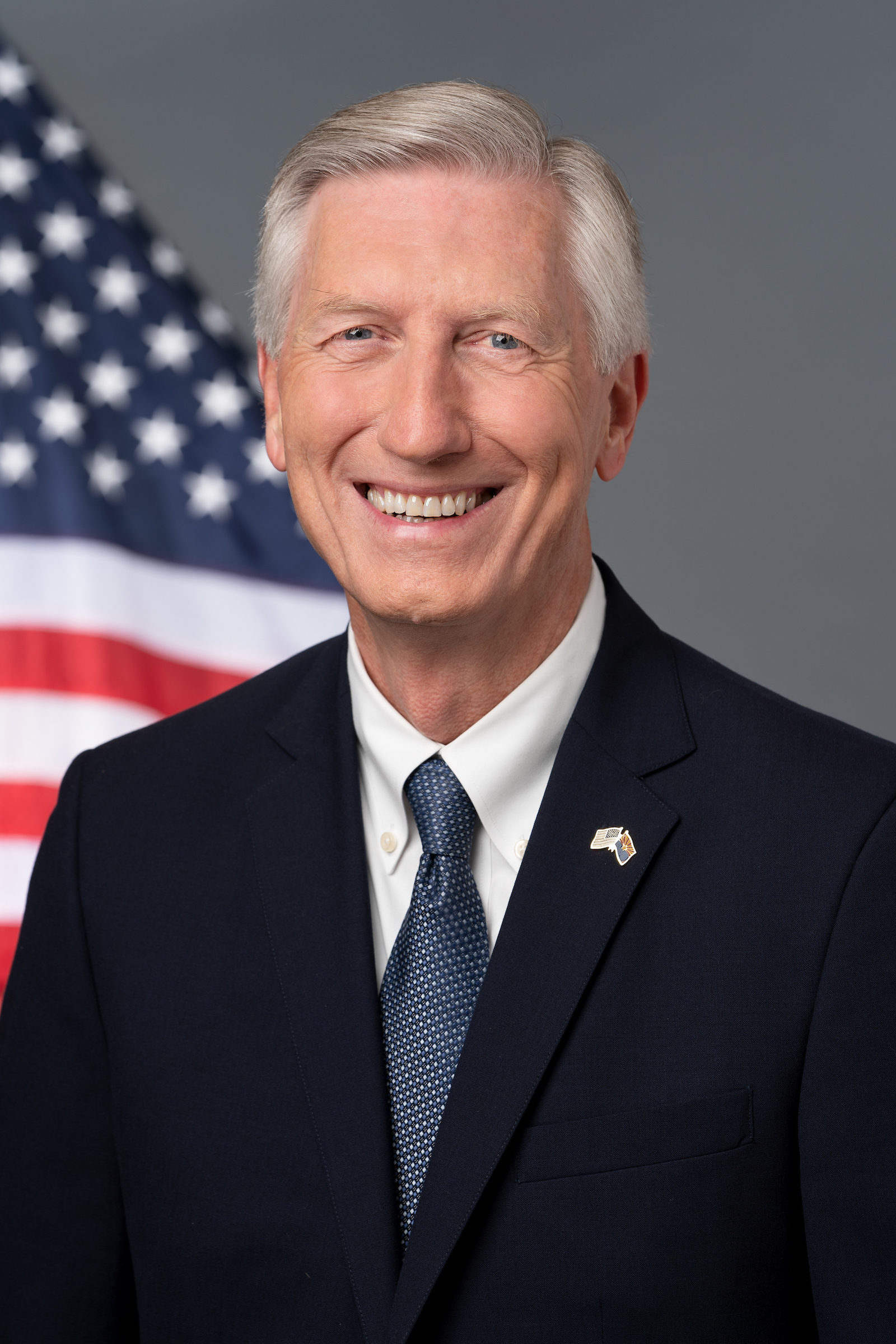
Steve Owens

Präsident Trumps im März 2017 bekannt gegebener Vorschlag, das Board aus finanziellen Gründen aufzulösen, wurde von der damaligen Leiterin des Boards, Vanessa Allen Sutherland, als Enttäuschung bezeichnet. Mit einem jährlichen Budget von ca. 12 Millionen US-$ habe das U.S. Chemical Safety Board zu einer erheblichen Verbesserung der Sicherheit industrieller Anlagen beigetragen. Die vorgesehene Auflösung des Boards führte zu Protesten sowohl von Bürgern wie auch von Unternehmen. Die Reduzierung der von Chemieanlagen ausgehenden Risiken sei in Frage gestellt. Sutherland trat im Juni 2018 vorzeitig als Leiterin des CSB zurück. Ihre kommissarische Nachfolgerin wurde Kristen Kulinowski. Im März 2020 wurde Katherine Lemos vom Kongress als Behördenleiterin für eine reguläre fünfjährige Amtszeit eingesetzt. Nach Lemos’ vorzeitigem Rückzug wurde Steve Owens vom Senat der Vereinigten Staaten am 13. Dezember 2022 als neuer Chairman bestätigt.